# Hueyatlaco
Hueyatlaco est un site archéologique de la région de la Cuenca del Valsequillo, à 75 km au sud-est de Mexico. Dans les années soixante, une équipe d'archéologues et de géologues, sous la conduite de Juan Armenta Camacho et de Cynthia Irwin-Williams, y découvre des outils façonnés et artefacts dignes de l'Homme de Cro-Magnon. D'autres outils, plus bruts ont été trouvés à l'emplacement d'un site archéologique voisin de El Horno. Pour ces deux sites archéologiques, l'analyse géologique des couches stratigraphiques ne fait aucun doute, ces artefacts datent tous d'environ 250 000 ans.

## Contestation de la datation
Les géologues ont utilisé quatre méthodes pour dater ces artefacts : par analyse de l'uranium, par la voie de la fission, par chronostratigraphie sur l'hydration tephra et par analyse de la désagrégation minérale.
La date d'environ 250 000 ans obtenu sur le site de Hueyatlaco par l'équipe de géologues a provoqué beaucoup de polémiques. Si cette date est admise, elle révolutionnerait non seulement la nouvelle anthropologie du monde mais l'image entière de l'origine humaine. Les historiens ne pensent pas que les êtres humains furent capables, il y a 250 000 ans, de faire des outils aussi sophistiqués que ceux trouvés à Hueyatlaco.
La publication des rapports et comptes rendus des recherches faites par l'équipe d'archéologues sur le site de Hueyatlaco fut retardée de plusieurs années. Ce n'est qu'en 1975, que fut présenté, lors d'un conférence anthropologique, le rapport de ces recherches. L'annonce de ces résultats fit grand bruit. Si les informations présentées se révélaient crédibles, cela placerait l'Homme en Amérique dix fois plus tôt que prévu. De plus la plupart des outils bifaciaux trouvés in situ sont de style Homo Sapiens, or à cette époque là, l'Homme n'avait pas encore évolué de la sorte selon la chronologie actuelle.
La plupart des archéologues rejetèrent les résultats de ce travail sur le site de Hueyatlaco car ils contredisent la théorie du peuplement de l'Homme. Leur raisonnement est que l'Homo Sapiens a évolué en Eurasie vers 35 000 ans / 50 000 ans. Par conséquent, tous les artefacts et outils trouvés ne peuvent dater de 250 000 ans mais tout au plus de 30 000 ans.

## Nouvelles études
Le biologiste Oscar Polaco, sous-directeur des laboratoires d'analyses au service de l'Institut National Anthropologie et d'Histoire de Mexico (INAH) rappelle que « les sites de la Cuenca del Valsequillo furent depuis longtemps une aire archéologique où l'on découvre les empreintes les plus anciennes avec celles d'El Cedral dans l'État de San Luis Potosi, l'île del Espiritu santo et en Baja California, toutes datées de 35 000 ans à 40 000 ans. Le site de Valsequillo se situe, tout comme le site de Pedra Furada au Brésil ou encore celui de Calexico aux États-Unis, dans la fourchette de dates du peuplement de l'Amérique entre 50 000 ans et 300 000 ans ».
Le Centre de Géochronologie de l'Université de Californie à Berkeley, a daté les sédiments du volcan à un million trois cent mille ans. Les empreintes humaines dateraient-elles de cette époque ? L'équipe scientifique de l'Université John Moores de Liverpool, indique que si cela se révèle exact, il ne s'agirait point de l'Homo Sapiens. Cette date leur semble peu probable, ou alors un homidé antérieur à l'Homo Sapiens.
En 2003-2004 fut lancé El Proyecto Arqueológico Hueyatlaco. C'est une initiative binationale entre spécialistes des mêmes disciplines : géologie volcanique, paléontologie et archéologie, de l'Instituto Nacional de Antropología e Historia du Mexique (INAH), ainsi que l'université autonome de Mexico et l'université du Texas (États-Unis).
Les datations, des empreintes et artefacts ainsi que restes d'animaux, données par les équipes du "Projet archéologique de Hueyatlaco" tournent autour de 40 000 ans. Cette date est confirmée par l'équipe de l'université John Moores de Liverpool.